# تری‌آرک
تری‌آرک (به انگلیسی: Treyarch) یک شرکت توسعه‌دهنده بازی‌های ویدئویی آمریکایی است که در سال ۱۹۹۶ بنیان گذاشته شد و در سال ۲۰۰۱ توسط اَکتیویژن خریداری شد. تری‌آرک در سَنتا مونیکای کالیفرنیا واقع شده‌است.
این استودیو به همراه استودیو اینفینتی وارد بازی‌های کال آو دیوتی را برای اکتیویژن می‌سازد. ندای وظیفه ۴: جنگاوری نوین، بلک اپس، بلک اپس ۲ و بلک اپس ۳ از بازی‌هایی هستند که تری‌آرک در ساخت و توسعهٔ آن‌ها مشارکت داشته‌است.